# Colonia Osorio
Colonia Osorio es una localidad del municipio de Jalpa de Méndez ubicado en la subregión centro del estado mexicano de Tabasco.

## Geografía
La localidad se ubica a 8.3 kilómetros (en dirección oeste) de la localidad de Jalpa de Méndez, la cabecera y lugar más poblado del municipio. Se sitúa en las coordenadas geográficas 18°09′16″N 93°08′15″O / 18.154444, -93.137500, a una elevación de 3 metros sobre el nivel del mar.

## Demografía
Según el Conteo de Población y Vivienda 2020, efectuado por el Instituto Nacional de Estadística y Geografía, la localidad de Colonia Osorio tiene 85 habitantes, de los cuales 47 son del sexo masculino y 38 del sexo femenino. Su tasa de fecundidad es de 2.42 hijos por mujer y tiene 25 viviendas particulares habitadas.
| Gráfica de evolución demográfica de Colonia Osorio entre 1995 y 2020 |
|                                                                      |
| INEGI.                                                               |